# João Carlos (Fußballtrainer)
João Carlos da Silva Costa (* 15. Januar 1956 in Rio de Janeiro) ist ein ehemaliger brasilianischer Fußballtrainer.

## Karriere
1996 wurde João Carlos beim japanischen Erstligisten Kashima Antlers als Trainer eingestellt. Mit dem Verein wurde er japanischer Meister. 1997 gewann er mit dem Verein den J.League Cup und Kaiserpokal. Von 1999 bis 2001 war er der Trainer des J1 League Vereins Nagoya Grampus Eight. 1999 gewann er mit dem Verein den Kaiserpokal. Im Sommer 2001 unterschrieb er einen Vertrag bei Cerezo Osaka. Am Ende der Saison 2001 stieg der Verein in die zweiten Liga ab.

## Erfolge
Kashima Antlers
- Japanischer Meister: 1996
- Japanischer Ligapokalsieger: 1997
- Japanischer Pokalsieger: 1997

Cerezo Osaka
- Japanischer Pokalsieger: 1999